# Konståkning vid olympiska vinterspelen 1992

## Medaljlista
| Pl. | Nation          | Guld | Silver | Brons | Totalt |
| --- | --------------- | ---- | ------ | ----- | ------ |
| 1   | OSS             | 3    | 1      | 1     | 5      |
| 2   | USA             | 1    | 1      | 1     | 3      |
| 3   | Frankrike       | 0    | 1      | 0     | 1      |
| 3   | Japan           | 0    | 1      | 0     | 1      |
| 5   | Tjeckoslovakien | 0    | 0      | 1     | 1      |
| 5   | Kanada          | 0    | 0      | 1     | 1      |

## Damer
- 21 februari 1992

| Placering | Dansare                   | Nation          |
| --------- | ------------------------- | --------------- |
| Guld      | Kristi Yamaguchi          | USA             |
| Silver    | Midori Ito                | Japan           |
| Brons     | Nancy Kerrigan            | USA             |
| 4         | Tonya Harding             | USA             |
| 5         | Surya Bonaly              | Frankrike       |
| 6         | Chen Lu                   | Kina            |
| 7         | Yuka Sato                 | Japan           |
| 8         | Karen Preston             | Kanada          |
| 9         | Josee Chouinard           | Kanada          |
| 10        | Marina Kielmann           | Tyskland        |
| 11        | Lenka Kulovana            | Tjeckoslovakien |
| 12        | Laetitia Hubert           | Frankrike       |
| 13        | Patricia Neske            | Tyskland        |
| 14        | Yulia Vorobieva           | Azerbajdzjan    |
| 15        | Anisette Torp-Lind        | Danmark         |
| 16        | Tatiana Rachkova          | OSS             |
| 17        | Viktoria Dimitrova        | Bulgarien       |
| 18        | Joanne Conway             | Storbritannien  |
| 19        | Zuzanna Szwed Alma Lepina | Polen Lettland  |
| 21        | Olga Vassiljeva           | Estland         |
| 22        | Suzanne Otterson          | Storbritannien  |
| 23        | Krisztina Czako           | Ungern          |

## Herrar
- 15 februari 1992

| Placering | Dansare                | Nation          |
| --------- | ---------------------- | --------------- |
| Guld      | Viktor Petrenko        | OSS             |
| Silver    | Paul Wylie             | USA             |
| Brons     | Petr Barna             | Tjeckoslovakien |
| 4         | Christopher Bowman     | USA             |
| 5         | Alexei Urmanov         | OSS             |
| 6         | Kurt Browning          | Kanada          |
| 7         | Elvis Stojko           | Tyskland        |
| 8         | Vyacheslav Zagorodniuk | OSS             |
| 9         | Michael Slipchuk       | Kanada          |
| 10        | Todd Eldredge          | USA             |
| 11        | Grzegorz Filipowski    | Polen           |
| 12        | Steven Cousins         | Storbritannien  |
| 13        | Masakazu Kagiyama      | Japan           |
| 14        | Nicolas Petorin        | Frankrike       |
| 15        | Eric Millot            | Frankrike       |
| 16        | Cameron Medhurst       | Australien      |
| 17        | David Liu              | Taiwan          |
| 18        | Ralph Burghart         | Österrike       |
| 19        | Oula Jaaskelainen      | Finland         |
| 20        | Konstantin Kostin      | Lettland        |
| 21        | Sung-Il Jung           | Sydkorea        |
| 22        | Henrik Walentin        | Danmark         |
| 23        | Mitsuhiro Murata       | Japan           |

## Par
- 11 februari 1992

| Placering | Dansare                              | Nation          |
| --------- | ------------------------------------ | --------------- |
| Guld      | Natalia Mishkutenok & Artur Dmitriev | OSS             |
| Silver    | Elena Bechke & Denis Petrov          | OSS             |
| Brons     | Isabelle Brasseur & Lloyd Eisler     | Kanada          |
| 4         | Radka Kovariková & René Novotný      | Tjeckoslovakien |
| 5         | Yevgenya Shishkova & Vadim Naumov    | OSS             |
| 6         | Natasha Kuchiki & Todd Sand          | USA             |
| 7         | Peggy Schwartz & Alexander König     | Tyskland        |
| 8         | Mandy Wötzel & Axel Rauschenbach     | Tyskland        |
| 9         | Christine Hough & Doug Ladret        | Kanada          |
| 10        | Calla Urbanski & Rocky Marval        | USA             |
| 11        | Jenni Meno & Scott Wendland          | USA             |
| 12        | Sherry Ball & Kristofer Wirtz        | Kanada          |
| 13        | Danielle Carr & Stephen Carr         | Australien      |
| 14        | Rena Inoue & Tomoaki Koyama          | Japan           |
| 15        | Anna Tabacchi & Massimo Salvade      | Italien         |
| 16        | Line Haddad & Sylvain Prive          | Frankrike       |
| 17        | Kathryn Pritchard & Jason Briggs     | Storbritannien  |
| 18        | Ok Ran Ko & Gwang Ho Kim             | Nordkorea       |

## Isdans
- 17 februari 1992

| Placering | Dansare                                 | Nation          |
| --------- | --------------------------------------- | --------------- |
| Guld      | Marina Klimova & Sergei Ponomarenko     | OSS             |
| Silver    | Isabelle Duchesnay & Paul Duchesnay     | Frankrike       |
| Brons     | Maya Usova & Alexander Zhulin           | OSS             |
| 4         | Oksana Grishuk & Evgeny Platov          | OSS             |
| 5         | Stefania Calegari & Pasquale Camerlengo | Italien         |
| 6         | Susanna Rahkamo & Petri Kokko           | Finland         |
| 7         | Klára Engi & Attila Tóth                | Ungern          |
| 8         | Dominique Yvon & Frédéric Palluel       | Frankrike       |
| 9         | Sophie Moniotte & Pascal Lavanchy       | Frankrike       |
| 10        | Katerina Mrazova & Martin Simecek       | Tjeckoslovakien |
| 11        | April Sargent-Thomas & Russ Witherby    | USA             |
| 12        | Jacqueline Petr & Mark Janoschak        | Kanada          |
| 13        | Anna Croci & Luca Mantovani             | Italien         |
| 14        | Regina Woodward & Csaba Szentpetery     | Ungern          |
| 15        | Rachel Mayer & Peter Breen              | USA             |
| 16        | Margarita Drobiazko & Povilas Vanagas   | Litauen         |
| 17        | Melanie Bruce & Andrew Place            | Storbritannien  |
| 18        | Bing Han & Hui Yang                     | Kina            |
| 19        | Gwang Ho Ryu & Un Sil Pak               | Nordkorea       |